# 24976 Jurajtoth
24976 Jurajtoth è un asteroide della fascia principale. Scoperto nel 1998, presenta un'orbita caratterizzata da un semiasse maggiore pari a 2,1710851 UA e da un'eccentricità di 0,1751771, inclinata di 3,89350° rispetto all'eclittica.
L'asteroide è dedicato all'astronomo slovacco Juraj Tóth.